# A Twisted Christmas
A Twisted Christmas è il settimo album in studio della heavy metal band statunitense Twisted Sister pubblicato il 17 ottobre del 2006 per l'Etichetta discografica Razor & Tie.
Si tratta di un cover album che riprende famose canzoni natalizie in chiave heavy metal.
L'album ha come ospite Lita Ford, cantante nota nell'ambiente heavy metal (sia per aver militato nelle Runaways che come solista) che partecipa nel brano I'll Be Home For Christmas.

## Tracce
1. Have Yourself a Merry Little Christmas – 4:48 (Blane, Martin)
2. Oh Come All Ye Faithful – 4:40 (Canto popolare)
3. White Christmas – 3:56 (Berlin)
4. I'll Be Home for Christmas – 4:08 (Gannon, Kent, Ram)
5. Silver Bells – 5:05 (Evans, Livingston)
6. I Saw Mommy Kissing Santa Claus – 3:39 (Connor)
7. Let It Snow – 3:09 (Cahn, Styne)
8. Deck the Halls – 2:52 (Canto popolare)
9. The Christmas Song (Chestnuts Roasting on an Open Fire) – 3:40 (Torme, Wells)
10. Heavy Metal Christmas (The Twelve Days of Christmas) – 5:14 (Canto popolare, Snider)
11. We Wish You a Twisted Christmas – 0:36 (parodia di We Wish You a Merry Christmas) (Traccia nascosta)

## Lineup
- Dee Snider - Voce
- Jay Jay French - Chitarra
- Eddie "Fingers" Ojeda Chitarra
- Mark "The Animal" Mendoza - Basso
- A.J. Pero (Anthony Jude Pero) - Batteria

### Altri musicisti
- Lita Ford - Chitarra, Voce
- Doro Pesch - voce in White Christmas
- Brian Bunce - Tromba